# Чжу Мучжи
Чжу Мучжи (кит. 朱穆之, пиньинь Zhu Muzhi; 25 декабря 1916, уезд Цзянъинь, провинция Цзянсу, Китайская Республика — 23 октября 2015, Пекин, КНР) — китайский государственный деятель, министр культуры КНР (1982—1986).

## Биография
Чжу Мучжи родился 25 декабря 1916 года. В 1937 году окончил Пекинский университет по специальности «иностранный язык». Работал в Нанкине в качестве редактора «Цзиньпин Дейли». В апреле 1938 года вступил в ряды Коммунистической партии Китая. С 1941 по 1943 год работал в горах Тайханшань.
С 1946 по 1964 год являлся редактором в информационном агентстве «Синьхуа». В 1966 году с началом Культурной революции был арестован и подвергнут политическим преследованиям.
В сентябре 1972 г. был назначен секретарем агентства «Синьхуа». С 1977 года по 1982 год — заместитель начальника отдела пропаганды Коммунистической партии Китая. С апреля 1982 по март 1986 гг. — министр культуры КНР. С 1991 по 1992 г. занимал пост председателя Информационного бюро Государственного совета КНР.
Избирался членом ЦК КПК (1973—1987).